# Epelis fumigata
Epelis fumigata är en fjärilsart som beskrevs av Otto Staudinger 1928. Epelis fumigata ingår i släktet Epelis och familjen mätare. Inga underarter finns listade i Catalogue of Life.